# درمان بد (فیلم)
درمان بد (به انگلیسی: Bad Therapy) فیلمی محصول سال ۲۰۲۰ و به کارگردانی ویلیام تیتلر است. در این فیلم بازیگرانی همچون آلیسیا سیلورستون، راب کوردری، میکلا واتکینس، هالی جوئل آزمنت، آیشا تایلر، سارا شاهی، دیوید پیمر، دیچن لاچمن، جان روس بووی و فلولا بورگ ایفای نقش کرده‌اند.